# NGC 3791
NGC 3791 é uma galáxia lenticular (S0) localizada na direcção da constelação de Crater. Possui uma declinação de -09° 22' 00" e uma ascensão recta de 11 horas, 39 minutos e 41,6 segundos.
A galáxia NGC 3791 foi descoberta em 22 de Fevereiro de 1787 por William Herschel.